# Cameron Fleming
Cameron Jarrod Fleming (Fort Hood, 3 settembre 1992) è un giocatore di football americano statunitense che gioca nel ruolo di offensive tackle per i Denver Broncos della National Football League (NFL). Fu scelto nel corso del quarto giro (140º assoluto) del Draft NFL 2014. Al college giocò a football alla Stanford University.

## Carriera professionistica

### New England Patriots
Fleming fu scelto nel corso del quarto giro del Draft 2014 dai New England Patriots. Debuttò come professionista subentrando nella sconfitta della settimana 1 contro i Miami Dolphins. La sua prima stagione si chiuse con sette presenze, di cui due come titolare, vincendo il Super Bowl XLIX contro i Seattle Seahawks.
Il 5 febbraio 2017 Fleming vinse il suo secondo Super Bowl, il LI contro gli Atlanta Falcons ai tempi supplementari (prima volta nella storia del Super Bowl), con il punteggio di 34-28.

### Dallas Cowboys
Il 26 marzo 2018 Fleming firmò un contratto di un anno con i Dallas Cowboys del valore di 3,5 milioni di dollari.

### New York Giants
Il 18 marzo 2020 Fleming firmò con i New York Giants un contratto annuale del valore di 4 milioni di dollari.

## Palmarès

### Franchigia
- Super Bowl : 2

New England Patriots: XLIX, LI
- American Football Conference Championship: 3

New England Patriots: 2014, 2016, 2017